# تیغه پشتی کوه تاکائو
تیغه پشتی کوه تاکائو (به ژاپنی: 奥高尾縦走路) به تیغه کوه واقع در شمال غربی کوه تاکائو گفته می‌شود. این تیغه کوه در محدودهٔ هاچی‌اوجی، شهر ساگامیهارا در استان کاناگاوا، هینوهارا   و آکیرونو در منطقه تامای غربی قرار دارد.

## کوه‌های واقع در تیغه پشتی کوه تاکائو
- کوه تاکائو  (۵۹۹m)
- کوه کوبوتوکه شیرویاما (۶۷۰m)
- گردنه کوبوتوکه
- کوه کاگه‌نوبو (۷۲۷m)
- کوه جینبا (۸۵۷m)
- گردنه وادا
- کوه ایچیمچی (۷۹۵m) (سه کوه توکورا)
- کوه اوسوکی (۸۴۲m) (سه کوه توکورا)
- کوه کاریوسه(۶۸۷m) (سه کوه توکورا)
- کوه ایماکوما (۵۰۵m)